# Еврозона
Еврозона је подручје држава чланица Европска унија које у новчаном оптицају користе јединствену европску валуту Евро.

## Земље које користе евро

#### Званичне чланице еврозоне
Тих 20 државе су:
1. Аустрија
2. Белгија
3. Грчка
4. Естонија
5. Ирска
6. Италија
7. Кипар
8. Летонија
9. Литванија
10. Луксембург
11. Малта
12. Немачка
13. Португалија
14. Словачка
15. Словенија
16. Холандија
17. Хрватска
18. Финска
19. Француска
20. Шпанија

#### Државе са службеним споразумом са ЕУ
1. Андора
2. Монако
3. Сан Марино
4. Ватикан

#### Државе и територије без службеног споразума са ЕУ
1. Косово ( Косово и Метохија)
2. Црна Гора

#### Државе и територије чије су валуте везане за евро
1. Босна и Херцеговина, конвертибилна марка
2. Бугарска, бугарски лев
3. Зеленортска Острва, зеленортски ескудо
4. Француски прекоморски департмани који користе ЦФА франак:
  1.  Француска Полинезија
  2.  Нова Каледонија
  3.  Валис и Футуна

## Историја
Извори: EC convergence reports 1996-2014, Italian lira , Spanish peseta, Portuguese escudo, Finnish markka, Greek drachma, UK pound